# Fluidité
La fluidité est la capacité d'un fluide à s'écouler sans résistance.

## Définition physique

### Définition à partir de la viscosité dynamique
La fluidité (également parfois appelée viscosité réciproque) peut se définir à partir de la notion de viscosité. La fluidité est ainsi l'inverse de la viscosité dynamique.
Dans le système CGS, la fluidité s'exprime en rhé (inverse de la poise).
L'unité SI est le (Pa s)-1 ou Pa−1 s−1 ou le (m s)/kg.

## Ordre de grandeur

### Tableau des valeurs
Fluidité de certains liquides à 20 °C et 1 atm :
| Fluide    | µ (Pa s)    | Fluidité (Pa s)-1 ou (Rhé) |
| --------- | ----------- | -------------------------- |
| Ammoniac  | 2,20 × 10−4 | 4166,67                    |
| Eau       | 1,00 × 10−3 | 1000,00                    |
| Éthanol   | 1,20 × 10−3 | 833,33                     |
| Air sec   | 1,8 × 10−5  | 55555.55                   |
| Essence   | 2,92 × 10−4 | 3424,66                    |
| Glycérine | 1,49 × 100- | 0,67                       |
| Kérosène  | 1,92 × 10−3 | 520,83                     |
| Mercure   | 1,56 × 10−3 | 641,03                     |

## Utilisation dans le domaine pétrolier
La détermination de la viscosité du brut ou d'une fraction quelconque extraite de ce brut suit des méthodes bien précises et selon des normes telles que ASTM (American Society for Testing and Materials), NF (Normes Françaises) ou IP (Institute of Petroleum).
En pratique, il existe différentes unités de mesure de la viscosité : cSt (centistoke), Seybolt, Seybolt Furol, etc.

## Extension à d'autres domaines
On parle par extension de fluidité d'une circulation de véhicules, de personnes, de capitaux par analogie avec la mécanique des fluides, avec les notions de pression, restrictions de flux ou perte de charge.
En informatique et en imagerie, on dit que l'affichage est fluide lorsque le nombre d'Images par seconde est élevé.
En sport, on parle d'état de fluidité, ou flow, qui correspond à un état optimal de performance et de confiance en soi. Le sportif ou l'équipe se sent invincible, en harmonie, en concentration maximale.
Dans les sciences sociales, à propos du genre, on définit la fluidité de genre comme le fait, pour une personne, de voir son identité de genre varier au cours du temps, ou de ne se reconnaître ni dans un genre ni dans un autre, non-binaire.